# 家畜胚胎学
家畜胚胎学是胚胎學的一支，為研究家畜和家禽的胚胎的机理产生發展的学科。其研究範圍包括家畜家禽是从受精到分娩或孵出之前，胚胎子宫或卵膜发育的过程。